# إطلاق النار (فلم 2007)
اطلاق النار (بالإنجليزية: shoot em up) هو فيلم اكشن واثارة تم انتاجه في الولايات المتحدة وصدر سنة 2007 من بطولة كلايف اوين ومونيكا بلوتشي وبول جياماتي.

## القصة
في يوم ما كان (سميث) جالس على كرسي ويأكل الجزر فتمر قربه امرأة حامل يطاردها شخص فيتبعهم (سميث) وينقذ المرأة ثم يقوم بتوليدها وعندها يدرك انه وقع مشاكل لا نهاية لها.

## الميزانية والإيرادات
كلف الفيلم ميزانية تقدر بـ 39 مليون دولار امريكي و حقق ارباح تقدر بـ 26 مليون دولار امريكي

## وصلات خارجية
- اطلاق النار على موقع IMDb (الإنجليزية)
- اطلاق النار على موقع ميتاكريتيك (الإنجليزية)
- اطلاق النار على موقع روتن توميتوز (الإنجليزية)
- اطلاق النار على موقع نتفليكس (الإنجليزية)
- اطلاق النار على موقع ألو سيني (الفرنسية)
- اطلاق النار على موقع Turner Classic Movies (الإنجليزية)
- اطلاق النار على موقع أول موفي (الإنجليزية)
- اطلاق النار على موقع بوكس أوفيس موجو (الإنجليزية)
- اطلاق النار على موقع فيلمافينيتي (الإسبانية)
- اطلاق النار على موقع قاعدة بيانات الأفلام السويدية (السويدية)

اطلاق النار على IMDB
اطلاق النار على Rotten Tomatos
اطلاق النار على metacritic